# Кнорр фон Розенрот, Христиан
Христиан Кнорр фон Розенрот (нем. Christian Knorr von Rosenroth, 15/16 июля 1636 года, деревня Альт-Раудтен, Герцогство Волау, Силезия — 4/8 мая 1689 года, город Зульцбах-Розенберг, Верхний Пфальц) — немецкий философ, христианский мистик, поэт, алхимик и лекарь, специалист по древнееврейскому языку и гебраист.

## Биография
Сын пастора в Силезии. Изучал богословие, право, историю, философию, классические и современные языки, в 1660 г. написал диссертацию по древней нумизматике. Изучал каббалу в Амстердаме у ряда известных раввинов, в том числе р. Меира Штерна, предоставил кембриджскому кружку неоплатоников рукописи сочинений Лурии и его последователей (прежде всего, Исраэля Саруга).
По словам Гершома Шолема, «в течение своей жизни он зарекомендовал себя как наиболее глубокий и мудрый христианский исследователь Каббалы». В 1688 г. встречался с Лейбницем.

## Работы
Христиан фон Розенрот писал религиозную лирику и стихи для частных (семейных) случаев.

Теперь увенчан ты Короной, Мудростью и Знаньем,

Как Доброту и Строгость и Великолепье

должны Тебя всегда мы славить.

Принадлежат Тебе Победа, Слава,

Основание и Царство:

Твори, лепи и созидай нас право,

и вечно наполняй нас истеченьем.
— Четверостишие, завершающее молитву "Десять Благословений"
Использовал каббалу для разъяснения христианской доктрины, способствовал публикации и изучению каббалистических текстов. Занимаясь каббалой, раскрыл, что она является христианскою по своему духу: рассматривал Адама Кадмона как предвечного Христа, a три высшие сфирот (Кетер, Хохма, Бина) как Троицу.
Главный труд — «Kabbala Denudata» (подзаголовок «Трансцендентальное, метафизическое и теологическое учение евреев») состоял из двух томов, первый включал каббалистическую номенклатуру и перевод с арамейского на латынь трактатов «Великое Святое Собрание», «Малое Святое Собрание» и «Книга Сокровенной Тайны». Именно он лег в основу работы Мазерса «Разоблаченная каббала».
Другие работы:
- Комментарий к Апокалипсису
- Conjugium Phoebi & Palladis, oder die erfundene Fortpflantzung des Goldes. Chymische Allegorie
- Новый Геликон с его девять муз